# Bourgogne transjurane (province)
Cet article concerne le duché féodal. Pour les autres significations du nom Bourgogne, voir Bourgogne.
814 – XIe siècle
Entités précédentes :
- Premier royaume de Bourgogne

Entités suivantes :
- Royaume d'Arles
 -  Comté de Bourgogne
-  Principauté de Montbéliard 
-  Principauté épiscopale de Sion 
-  Comté de Savoie 
-  Duché de Zähringen
-  Comté de Genève
-  Principauté épiscopale de Bâle

La Bourgogne transjurane appelée aussi Haute Bourgogne est l'une des quatre divisions territoriales du premier royaume de Bourgogne, crées vers 814, caractéristiques de l'administration carolingienne. Il survit à la mort du royaume comme entité administrative dans la Francie médiane, puis devient même pendant quelques décennies (888-933) le royaume Haute-Bourgogne. Il intègre ensuite le royaume d'Arles comme une simple région. La création du comté de Bourgogne en 982 ampute presque de moitié son territoire. La date de sa disparition n'est pas clairement établit mais se situe vraisemblablement au XIe siècle avec la création de nouvelles entités comme les comtés de Savoie ou de Genève.
Sa capitale était située à Saint-Maurice.

## Limites géographiques
La Bourgogne transjurane était composée de: 
La bourgogne séquanaise 
- Franche-Comté
- Canton du Jura

La "Petite-Bourgogne"
- La bourgogne jurane (Suisse romande+Pays de Gex )
- Canton de Berne
- Canton de Soleure
- Haut-Valais

L'ancienne Sapaudie:
- Vallée d'Aoste
- Savoie (partiellement):
  - Chablais
  - Faucigny
  - Genevois

## Aux Origines: le royaume des Burgondes
Le royaume des Burgondes (Regnum Burgundionum), doit son nom au peuple burgonde, venu s’installer en 443 sur les bords du lac Léman en Sapaudie. Gondebaud (mort en 516) et son fils Sigismond (roi en 516-523) sont les souverains les plus marquants de ce royaume. À son apogée, ce royaume occupa un espace considérable : il trouvait ses limites, au nord à Langres, au midi Marseille voire même Perpignan en 508. À l’ouest il s'étendait jusqu’à Gien, et au nord-est jusque sur les bords du lac de Constance. Son existence fut éphémère : de 444 à 534. Les visées franques de Clovis Ier, en 500 ou 501, furent poursuivies par ses fils, Clodomir, roi d'Orléans, lors de plusieurs campagnes militaires qui se sont déroulées entre 532 et 534, Childebert, roi de Paris, et Clotaire, roi de Soissons, qui finissent par mettre un terme au Royaume burgonde.
La futur Bourgogne franque est conquise par les Burgondes vers 476. Mais sous les Burgondes, il n'y a pas encore la partie champenoise ni le Sénonais qui seront adjointe plus tard sous le premier royaume de Bourgogne. En 501 L'Auxerois est conquis par les Francs et détaché du reste de la futur Bourgogne. Elle n'y retournera qu'en 534.

## Le royaume de Bourgogne
Les Mérovingiens intègrent le Royaume burgonde aux différents royaumes mérovingiens mais lui conservent son individualité. Ses frontières sont néanmoins élargies. Lui sont adjoint:les futurs provinces de l'Orléanais, du Berry, le Senonais, la moitié ouest du Bourbonnais, l'actuel département de l'Aube avec Troyes, le sud et l'est de l'actuelle Ile de France. La Provence est également ajoutée mais sans le secteur d'Aix en Provence, dévolue à Sigebert,.
La Burgondie apparaît toujours comme une entité géopolitique, au même titre que la Neustrie et l'Austrasie, les Mérovingiens y installent un roi dont les plus connus furent Gontran, et Dagobert. Si la capitale du royaume demeure à Orléans jusqu'au début du VIIIe siècle, c’est à Chalon-sur-Saône, mieux situé, que Gontran et les souverains suivants résideront le plus souvent

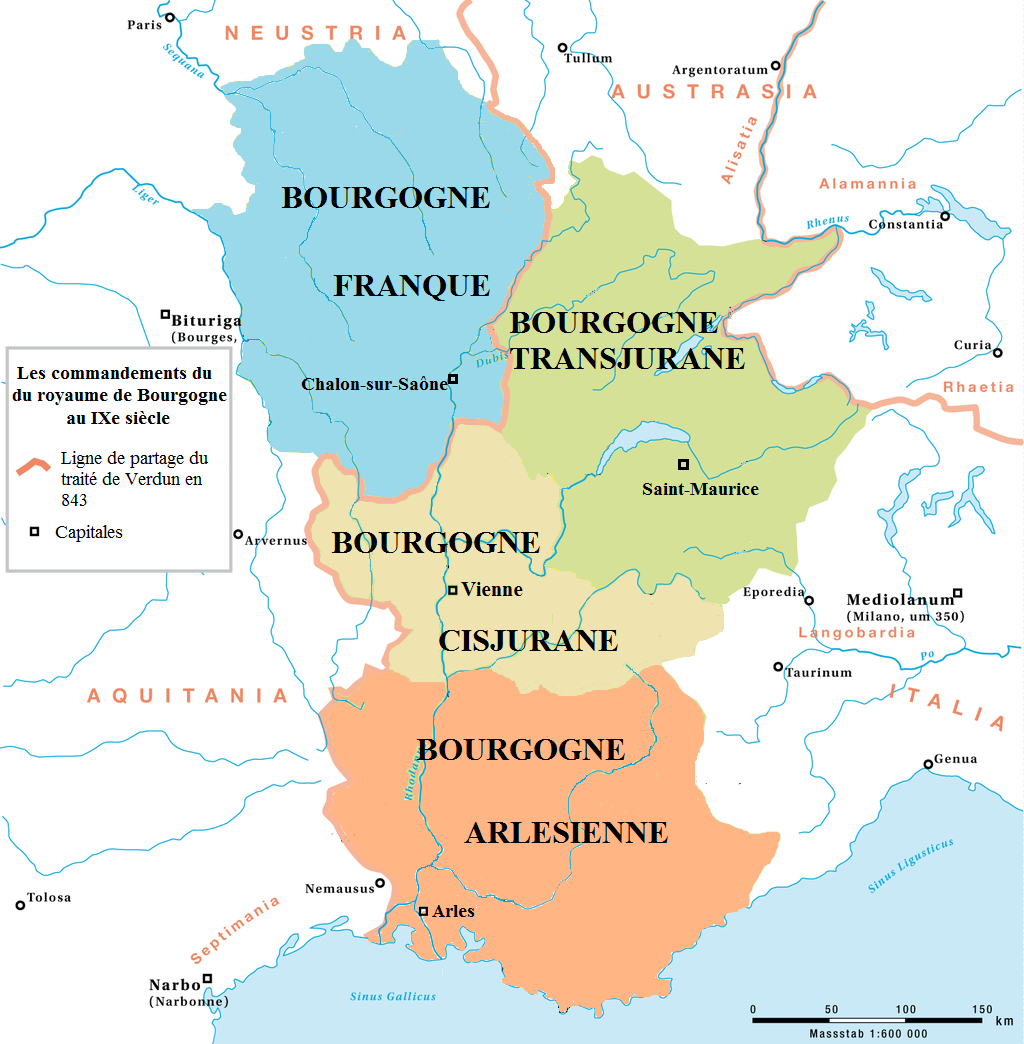
Les 4 commandements de Bourgogne

Le royaume de Bourgogne cesse d'apparaître en tant qu’entité géopolitique avec les Carolingiens et va se rétrécir. Elle perd quasiment toutes les adjonctions des mérovingiens, plus la Bourgogne dite alémanique, correspondant en partie au nord-est la Suisse alémanique. Des ajouts du VIe siècle, seuls les secteurs de Troyes et de Sens restent encore bourguignons.
Le vaste territoire de l’ancien regnum Burgundiæ est réparti par Charles Martel en quatre commandements, ayant chacun son gouverneur :
- une Bourgogne provençale ou Arlesienne, (Provence, Vivarais, Drôme et Hautes-Alpes)
- une Bourgogne cisjurane ou viennoise, (Du Forez à la Savoie propre)
- une Bourgogne transjurane  (De la Haute Savoie au comté de Bourgogne)
- une Bourgogne franque[7]. (De Moulins à Troyes, futur duché de Bourgogne)

Les partages successifs du royaume entre les héritiers détruisent l'unité de la monarchie que Charlemagne et ses aïeux avaient construite. Le traité de Verdun met fin à l'unité de l'empire de Charlemagne et achève l'existence ce premier royaume de Bourgogne. La mutilation que le traité fait subir à la Bourgogne donne naissance, à l’ouest de la Saône, à la Bourgogne franque  qui va aboutir au duché de Bourgogne, et à l’est et au sud de cette rivière, à une Bourgogne impériale, lot de l’empereur Lothaire dont le territoire formera le royaume d'Arles.

## Le système carolingien
En l’an 800, Charlemagne instaure un ordre nouveau où dignitaires laïcs et évêques doivent être soumis au pouvoir central. Le fonctionnaire impérial ou comte palatin est doté d’amples pouvoirs administratifs sur un pagus, terme  qui désigne une subdivision d'anciens territoires héritée de l'occupation romaine.
Si l'Église maintient l'unicité de ses diocèses, les anciennes civitas se retrouvent alors partagées entre plusieurs comtes régnant parfois sur plusieurs pagi qui peuvent eux-mêmes être redivisés en plus petites entités : centaine, vicairie et ban. Le pays de Bourgogne se retrouve aussi divisé en pagi gouvernés par des comtes ou évêques.

## Partages de la Francie à la fin duIXesiècle
Après le décès de Lothaire le 29 septembre 855 à Prüm et le premier partage de son royaume la Bourgogne se trouve redivisée trois fois en quatre décennies.

Traité de Verdun (843).
Traité de Prüm (855).
Traité de Meerssen (870).
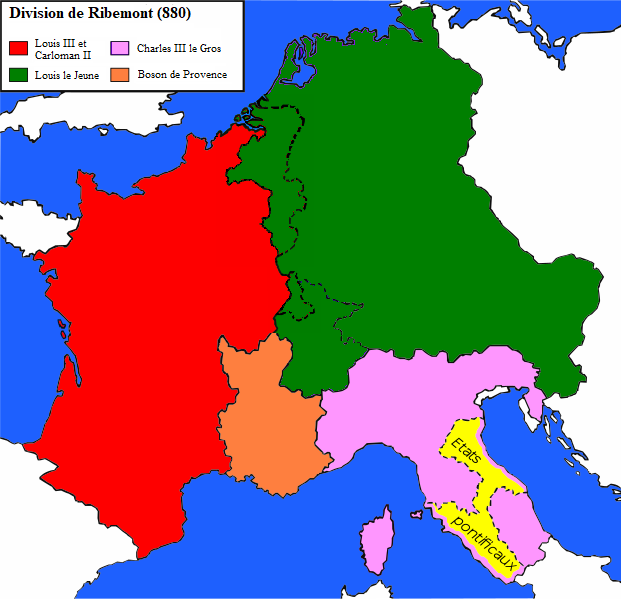
Traité de Ribemont (880).

## Partages de la Bourgogne

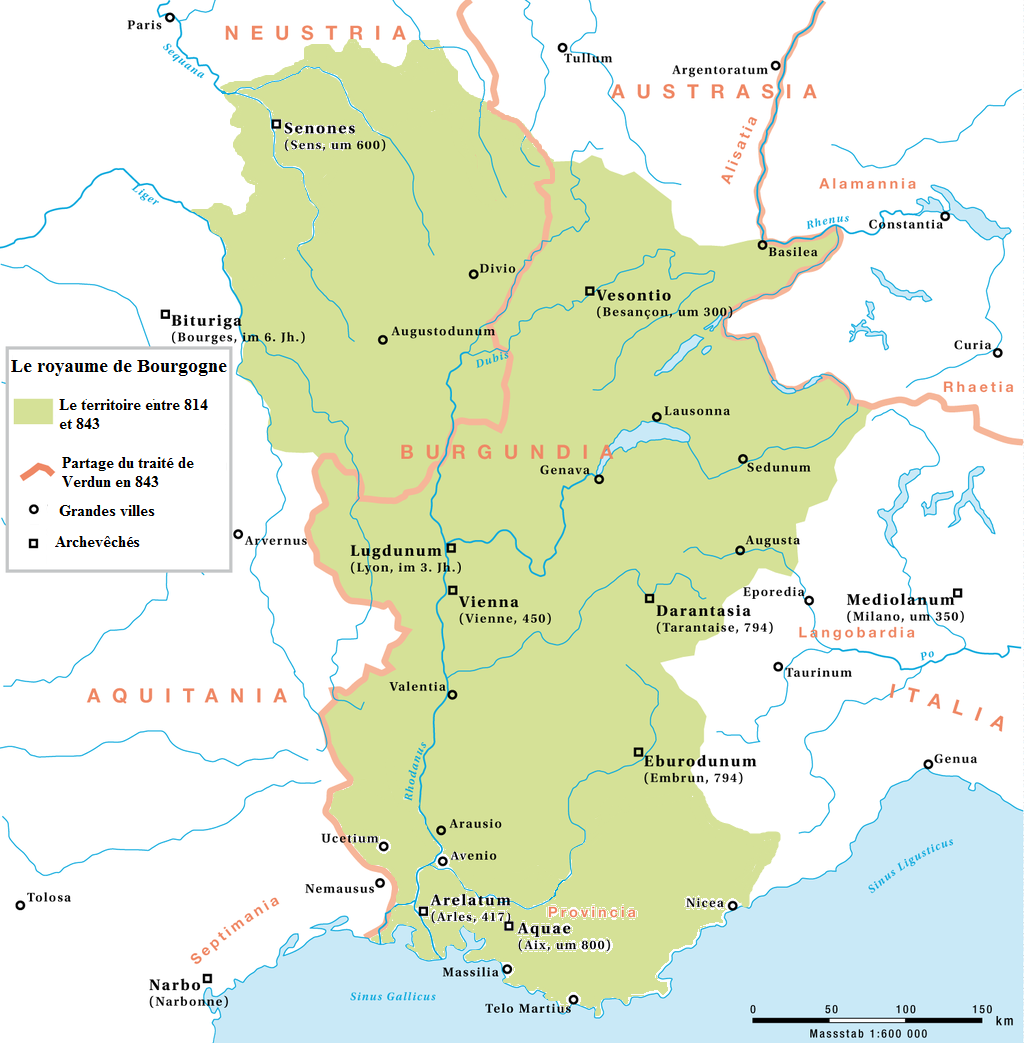
Le royaume de Bourgogne avant le Traité de Verdun.
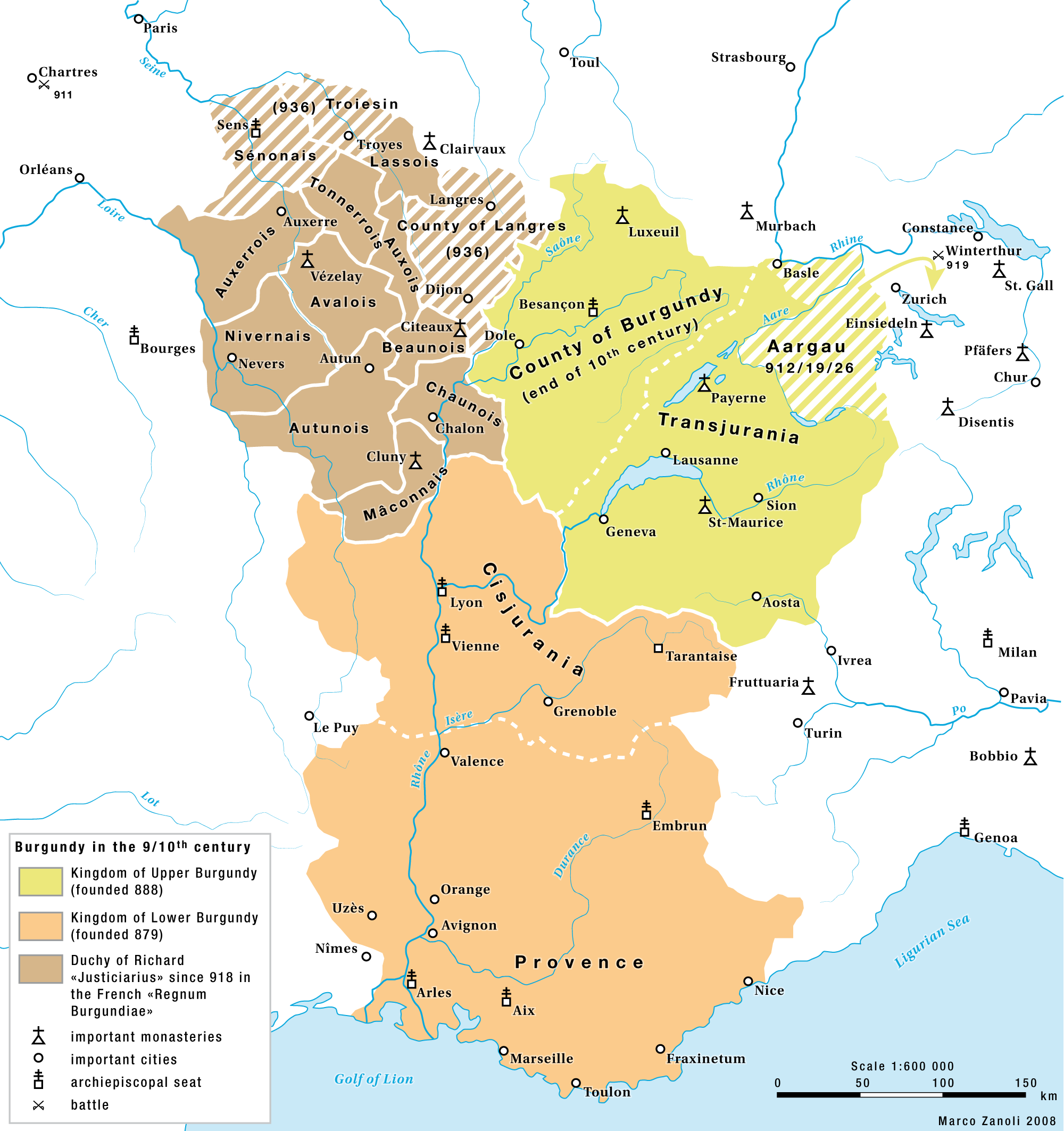
Le royaume de Haute Bourgogne (en vert) dans la Bourgogne du Xe siècle
La Bourgogne transjurane (en marron) dans la Bourgogne du XIe siècle.

## Pagi de la Bourgogne transjuranne
Les pagi de la Bourgogne transjurane s'étendent sur le territoire actuel de la Suisse, de la Haute-Savoie et de la Franche-Comté en France, et le Val d'Aoste en Italie.

## Abbaye d'Agaune
L'histoire de la Bourgogne transjurane est inséparable de celle de l'abbaye Saint-Maurice d'Agaune fondée en 515 par le futur roi burgonde Saint Sigismond. Au IXe siècle sous la direction d’Hucbert beau-frère de Lothaire II, l'abbaye échappe aux évêques de Sion et devient un abbatiat laïc. Tué en 864 dans une bataille à Orbe, celui-ci est remplacé par son vainqueur, Conrad, comte d'Auxerre. Les rois de Bourgogne, de Rodolphe Ier à Rodolphe III, dirigent ensuite l'institution en tant qu'abbés laïcs faisant de celle-ci une résidence royale jusqu’à ce que celui-ci décide en 1032 une restitution complète des biens au monastère.